# Saison 2023-2024 du United Rugby Championship
Navigation
United Rugby Championship 2022-2023 United Rugby Championship 2024-2025
La saison 2023-2024 du United Rugby Championship est la 23e édition de la compétition professionnelle de rugby à XV. Elle est la troisième sous l'appellation United Rugby Championship. La compétition voit s'affronter seize franchises sud-africaines, écossaises, galloises, irlandaises et italiennes.
Le championnat débute en 21 octobre 2023 et s'achève le 22 juin 2024 par la finale de la compétition.
Le Munster est le tenant du titre 2023 après leur victoire en finale contre les Stormers.
À l'issue de la saison, les Glasgow Warriors remportent la compétition pour la deuxième fois après avoir battu les Bulls à l'extérieur 21 à 16 en finale.

## Présentation

### Organisation
Le début de saison est décalé à partir d'octobre, plus précisément lors du week-end du 21-22, en raison de la Coupe du monde 2023 se déroulant en début de saison à partir de septembre.
Les poules nationales ne sont désormais plus considérées pour la qualification en Champions Cup et ne prennent en compte que les résultats des six matchs disputés contre les autres équipes de la poule pour attribuer un titre national (ou transnational dans le cas de la poule italo-écossaise) nommé Bouclier.

### Participants
| Franchise                 | Classement 2022-2023                            | Entraîneur en chef                                                    | Capitaine                     | Stade                     | Capacité               | Compétition de l'EPCR  |
| Franchises irlandaises    | Franchises irlandaises                          | Franchises irlandaises                                                | Franchises irlandaises        | Franchises irlandaises    | Franchises irlandaises | Franchises irlandaises |
| ------------------------- | ----------------------------------------------- | --------------------------------------------------------------------- | ----------------------------- | ------------------------- | ---------------------- | ---------------------- |
| Connacht                  | 4e, demi-finaliste (poule irlandaise)           | Peter Wilkins (en)                                                    | Caolin Blade                  | Galway Sportsground       | 8 129                  | Champions Cup          |
| Leinster                  | 1er, demi-finaliste (poule irlandaise)          | Leo Cullen                                                            | Garry Ringrose James Ryan     | RDS Arena                 | 18 500                 | Champions Cup          |
| Munster                   | 3e, champion (poule irlandaise)                 | Graham Rowntree                                                       | Tadhg Beirne                  | Thomond Park              | 25 600                 | Champions Cup          |
| Ulster                    | 2e, quart-de-finaliste (poule irlandaise)       | Dan McFarland (en) (jusqu'au 21 février) Richie Murphy (en) (intérim) | Iain Henderson                | Ravenhill Stadium         | 18 196                 | Champions Cup          |
| Franchises galloises      |                                                 |                                                                       |                               |                           |                        |                        |
| Cardiff Rugby             | 1er (poule galloise)                            | Dai Young                                                             | Josh Turnbull                 | Cardiff Arms Park         | 12 125                 | Champions Cup          |
| Dragons RFC               | 4e (poule galloise)                             | Dai Flanagan (en)                                                     | Steffan Hughes (en)           | Rodney Parade             | 8 700                  | Challenge Cup          |
| Ospreys                   | 2e (poule galloise)                             | Toby Booth (en)                                                       | Justin Tipuric                | Liberty Stadium           | 20 827                 | Challenge Cup          |
| Scarlets                  | 3e (poule galloise)                             | Dwayne Peel                                                           | Josh Macleod (en)             | Parc y Scarlets           | 14 870                 | Challenge Cup          |
| Franchises écossaises     |                                                 |                                                                       |                               |                           |                        |                        |
| Édimbourg Rugby           | 3e (poule italo-écossaise)                      | Steve Diamond                                                         | Grant Gilchrist Ben Vellacott | Edinburgh Rugby Stadium   | 7 800                  | Challenge Cup          |
| Glasgow Warriors          | 1er, quart-de-finaliste (poule italo-écossaise) | Franco Smith                                                          | Kyle Steyn                    | Scotstoun Stadium         | 7 351                  | Champions Cup          |
| Franchises italiennes     |                                                 |                                                                       |                               |                           |                        |                        |
| Benetton Trévise          | 2e (poule italo-écossaise)                      | Marco Bortolami                                                       | Michele Lamaro Eli Snyman     | Stadio Comunale di Monigo | 5 000                  | Challenge Cup          |
| Zebre Parma               | 4e (poule italo-écossaise)                      | Fabio Roselli (en)                                                    | Giovanni Licata               | Stade Sergio-Lanfranchi   | 5 000                  | Challenge Cup          |
| Franchises sud-africaines |                                                 |                                                                       |                               |                           |                        |                        |
| Bulls                     | 2e, quart-de-finaliste (poule sud-africaine)    | Jake White                                                            | Marcell Coetzee Ruan Nortjé   | Loftus Versfeld Stadium   | 51 762                 | Champions Cup          |
| Lions                     | 4e (poule sud-africaine)                        | Ivan van Rooyen (en)                                                  | Marius Louw (en)              | Ellis Park Stadium        | 62 567                 | Challenge Cup          |
| Sharks                    | 3e, quart-de-finaliste (poule sud-africaine)    | John Plumtree                                                         | Lukhanyo Am                   | Kings Park Stadium        | 52 000                 | Challenge Cup          |
| Stormers                  | 1er, finaliste (poule sud-africaine)            | John Dobson (en)                                                      | Salmaan Moerat                | Cape Town Stadium         | 55 000                 | Champions Cup          |

Légende des couleurs
- Tenant du titre

## Compétition

### Faits marquants de la saison
Lors de la quatrième journée, le Zebre Parma signe sa première victoire en URC depuis avril 2022, soit vingt-neuf rencontres, lorsque l'équipe bat les Sharks 12 à 10 à domicile.
Pour le compte de la neuvième journée, l'Ulster s'impose à la RDS Arena contre le Leinster, pour la troisième fois en vingt-deux rencontres après 2013 et 2021, c'est la première défaite du Leinster à domicile depuis juin 2022.
Le 21 février, après une série de trois matchs sans victoire ainsi que des résultats mitigés en Champions Cup, il est annoncé que l'entraîneur de l'Ulster Dan McFarland (en) quitte la province avec effet immédiat après six ans à ce poste, le sélectionneur de l'équipe d'Irlande des moins de 20 ans, Richie Murphy, assure l'intérim jusqu'à la fin de saison.

### Poules
Les franchises sont réparties en quatre poules en fonction de leur pays d'origine et se dispute un trophée national (ou transnational dans le cas de la poule italo-écossaise) en ne prenant en compte que les résultats des matchs avec les 3 autres équipes de la poule.

#### Bouclier irlandais

##### Résultats
| Résultats (▼dom., ►ext.) | CON   | LEI   | MUN   | ULS   |
| Connacht                 | —     | 22-24 | 22-9  | 22-20 |
| Leinster                 | 33-7  | —     | 21-16 | 21-22 |
| Munster                  | 47-12 | 3-9   | —     | 29-24 |
| Ulster                   | 20-19 | 23-21 | 21-14 | —     |

- Victoire à domicile
- Match nul
- Victoire à l'extérieur

##### Classement
| Rang | Club       | J | V | N | D | Bo | Bd | Pm  | Pe  | Diff | Pts |
| ---- | ---------- | - | - | - | - | -- | -- | --- | --- | ---- | --- |
| 1    | Leinster T | 6 | 4 | 0 | 2 | 2  | 2  | 129 | 93  | +36  | 20  |
| 2    | Ulster     | 6 | 4 | 0 | 2 | 0  | 2  | 130 | 126 | +4   | 18  |
| 3    | Munster    | 6 | 2 | 0 | 4 | 2  | 3  | 118 | 109 | +9   | 13  |
| 4    | Connacht   | 6 | 2 | 0 | 4 | 0  | 2  | 104 | 153 | -49  | 10  |

#### Bouclier gallois

##### Résultats
| Résultats (▼dom., ►ext.) | CAR   | DRA   | OSP   | SCA   |
| Cardiff Rugby            | —     | 55-21 | 29-33 | 23-29 |
| Dragons RFC              | 9-16  | —     | 20-5  | 13-12 |
| Ospreys                  | 27-21 | 26-13 | —     | 31-9  |
| Scarlets                 | 31-25 | 32-15 | 11-25 | —     |

- Victoire à domicile
- Match nul
- Victoire à l'extérieur

##### Classement
| Rang | Club            | J | V | N | D | Bo | Bd | Pm  | Pe  | Diff | Pts |
| ---- | --------------- | - | - | - | - | -- | -- | --- | --- | ---- | --- |
| 1    | Ospreys         | 6 | 5 | 0 | 1 | 4  | 0  | 147 | 103 | +44  | 24  |
| 2    | Scarlets        | 6 | 3 | 0 | 3 | 3  | 1  | 124 | 132 | -8   | 16  |
| 3    | Cardiff Rugby T | 6 | 2 | 0 | 4 | 2  | 4  | 169 | 150 | +19  | 14  |
| 4    | Dragons RFC     | 6 | 2 | 0 | 4 | 0  | 1  | 91  | 146 | -55  | 9   |

#### Bouclier italo-écossais

##### Résultats
| Résultats (▼dom., ►ext.) | BEN   | EDI   | GLA   | ZEB   |
| Benetton Trévise         | —     | 31-6  | 9-19  | 36-14 |
| Édimbourg Rugby          | 22-24 | —     | 19-14 | 40-14 |
| Glasgow Warriors         | 26-12 | 22-12 | —     | 38-26 |
| Zebre Parma              | 24-31 | 19-24 | 9-40  | —     |

- Victoire à domicile
- Match nul
- Victoire à l'extérieur

##### Classement
| Rang | Club               | J | V | N | D | Bo | Bd | Pm  | Pe  | Diff | Pts |
| ---- | ------------------ | - | - | - | - | -- | -- | --- | --- | ---- | --- |
| 1    | Glasgow Warriors T | 6 | 5 | 0 | 1 | 3  | 1  | 159 | 85  | +74  | 24  |
| 2    | Benetton Trévise   | 6 | 4 | 0 | 2 | 3  | 0  | 143 | 111 | +32  | 19  |
| 3    | Édimbourg Rugby    | 6 | 3 | 0 | 3 | 1  | 1  | 121 | 124 | -3   | 14  |
| 4    | Zebre Parma        | 6 | 0 | 0 | 6 | 0  | 2  | 106 | 209 | -103 | 2   |

#### Bouclier sud-africain

##### Résultats
| Résultats (▼dom., ►ext.) | BUL   | LIO   | SHA   | STO   |
| Bulls                    | —     | 30-28 | 44-10 | 40-22 |
| Lions                    | 10-25 | —     | 40-10 | 33-35 |
| Sharks                   | 14-26 | 18-20 | —     | 23-25 |
| Stormers                 | 26-20 | 29-24 | 16-15 | —     |

- Victoire à domicile
- Match nul
- Victoire à l'extérieur

##### Classement
| Rang | Club       | J | V | N | D | Bo | Bd | Pm  | Pe  | Diff | Pts |
| ---- | ---------- | - | - | - | - | -- | -- | --- | --- | ---- | --- |
| 1    | Bulls      | 6 | 5 | 0 | 1 | 4  | 1  | 185 | 110 | +75  | 25  |
| 2    | Stormers T | 6 | 5 | 0 | 1 | 2  | 0  | 153 | 153 | 0    | 22  |
| 3    | Lions      | 6 | 2 | 0 | 4 | 2  | 3  | 155 | 147 | +8   | 13  |
| 4    | Sharks     | 6 | 0 | 0 | 6 | 0  | 3  | 88  | 171 | -83  | 3   |

### Phase régulière

#### Résultats
L'équipe qui reçoit est indiquée dans la colonne de gauche.
| Résultats (▼dom., ►ext.) | BEN   | BUL   | CAR   | CON   | DRA   | EDI   | GLA   | LEI   | LIO   | MUN   | OSP   | SCA   | SHA   | STO   | ULS   | ZEB   |
| Benetton Trévise         | —     | -     | -     | 18-14 | 36-19 | 31-6  | 9-19  | -     | 15-10 | 13-13 | 18-13 | -     | -     | 20-17 | -     | 36-14 |
| Bulls                    | 56-35 | —     | -     | 53-27 | -     | -     | 40-34 | -     | 30-28 | 22-27 | 61-24 | 63-21 | 44-10 | 40-22 | -     | -     |
| Cardiff Rugby            | 22-23 | 12-18 | —     | 12-16 | 55-21 | 7-24  | -     | 20-33 | -     | -     | 29-33 | 23-29 | -     | 31-24 | -     | -     |
| Connacht                 | -     | -     | -     | —     | -     | -     | 34-26 | 22-24 | 14-38 | 22-9  | 34-26 | 26-10 | -     | 12-16 | 22-20 | 54-16 |
| Dragons RFC              | -     | 10-31 | 9-16  | 27-34 | —     | 17-22 | -     | 10-33 | -     | -     | 20-5  | 13-12 | -     | 21-44 | -     | 20-13 |
| Édimbourg Rugby          | 22-24 | 31-23 | -     | 25-22 | -     | —     | 19-14 | -     | 17-16 | 26-29 | 19-15 | 43-18 | -     | -     | -     | 40-14 |
| Glasgow Warriors         | 26-12 | -     | 17-13 | -     | 40-7  | 22-10 | —     | 43-25 | -     | -     | -     | -     | 21-10 | 20-9  | 33-20 | 38-26 |
| Leinster                 | 47-18 | 47-14 | -     | 33-7  | -     | 36-27 | -     | —     | -     | 21-16 | 61-14 | 54-5  | 34-13 | -     | 21-22 | -     |
| Lions                    | -     | 10-25 | 34-13 | -     | 49-24 | -     | 44-21 | 44-12 | —     | 13-33 | -     | -     | 19-10 | 33-35 | -     | 61-19 |
| Munster                  | -     | -     | 20-15 | 47-12 | 45-14 | -     | 40-29 | 3-9   | -     | —     | -     | -     | 34-21 | 10-3  | 29-24 | 45-29 |
| Ospreys                  | -     | -     | 27-21 | -     | 26-13 | -     | 23-31 | -     | 36-21 | 17-27 | —     | 31-9  | 19-5  | -     | 19-17 | 34-31 |
| Scarlets                 | 16-13 | -     | 31-25 | -     | 32-15 | -     | 3-45  | -     | 23-24 | 7-42  | 11-25 | —     | 27-32 | -     | 20-31 | -     |
| Sharks                   | 24-25 | 14-26 | 14-36 | 12-13 | 69-14 | 23-13 | -     | -     | 18-20 | -     | -     | -     | —     | 21-25 | 22-12 | -     |
| Stormers                 | -     | 26-20 | -     | -     | -     | 43-21 | -     | 42-12 | 29-24 | -     | 21-27 | 52-7  | 16-15 | —     | 13-7  | 31-7  |
| Ulster                   | 38-34 | 26-19 | 19-17 | 20-19 | 49-26 | 22-27 | -     | 23-21 | 24-17 | 21-14 | -     | -     | -     | -     | —     | -     |
| Zebre Parma              | 24-31 | 29-54 | 22-22 | -     | -     | 19-24 | 9-40  | 7-31  | -     | -     | -     | 18-32 | 12-10 | -     | 36-40 | —     |

- Victoire à domicile
- Match nul
- Victoire à l'extérieur

Des points de bonus offensifs sont donnés à l'équipe marquant quatre essais et défensifs à l'équipe qui perd par moins de sept points d'écart.

#### Classement général
| Rang | Club               | J  | V  | N | D  | Bo | Bd | Pm  | Pe  | Diff | Pts |
| ---- | ------------------ | -- | -- | - | -- | -- | -- | --- | --- | ---- | --- |
| 1    | Munster T          | 18 | 13 | 1 | 4  | 11 | 3  | 483 | 318 | +165 | 68  |
| 2    | Bulls P            | 18 | 13 | 0 | 5  | 11 | 3  | 639 | 433 | +206 | 66  |
| 3    | Leinster P         | 18 | 13 | 0 | 5  | 11 | 2  | 554 | 350 | +204 | 65  |
| 4    | Glasgow Warriors P | 18 | 13 | 0 | 5  | 11 | 2  | 519 | 353 | +166 | 65  |
| 5    | Stormers           | 18 | 12 | 0 | 6  | 7  | 4  | 468 | 348 | +120 | 59  |
| 6    | Ulster             | 18 | 11 | 0 | 7  | 5  | 5  | 437 | 409 | +28  | 54  |
| 7    | Benetton Trévise   | 18 | 11 | 1 | 6  | 6  | 2  | 411 | 400 | +11  | 54  |
| 8    | Ospreys P          | 18 | 10 | 0 | 8  | 8  | 2  | 414 | 449 | -35  | 50  |
| 9    | Lions              | 18 | 9  | 0 | 9  | 8  | 6  | 526 | 398 | +128 | 50  |
| 10   | Édimbourg Rugby    | 18 | 11 | 0 | 7  | 3  | 2  | 416 | 397 | +19  | 49  |
| 11   | Connacht           | 18 | 9  | 0 | 9  | 4  | 5  | 404 | 432 | -28  | 45  |
| 12   | Cardiff Rugby      | 18 | 4  | 1 | 13 | 4  | 10 | 384 | 410 | -26  | 32  |
| 13   | Scarlets           | 18 | 5  | 0 | 13 | 4  | 3  | 313 | 575 | -262 | 27  |
| 14   | Sharks C2          | 18 | 4  | 0 | 14 | 3  | 6  | 343 | 431 | -88  | 25  |
| 15   | Dragons RFC        | 18 | 3  | 0 | 15 | 1  | 3  | 300 | 611 | -311 | 16  |
| 16   | Zebre Parma        | 18 | 1  | 1 | 16 | 4  | 5  | 345 | 643 | -298 | 15  |

- quarts de finale et Champions Cup
- quarts de finale et Challenge Cup
- qualifié en Champions Cup via une victoire en Challenge Cup
- qualifié en Challenge Cup
- T : Tenant du titre
- P : Premier de poule
- C2 : Vainqueur de la Challenge Cup 2023-2024

### Phase finale

#### Tableau final
Les équipes les mieux classées au classement général ont l'avantage de recevoir lors des quarts, demis et la finale.
|  | Quarts de finale                   | Quarts de finale               | Quarts de finale                   | Quarts de finale               |         |         | Demi-finales                    | Demi-finales                    | Demi-finales                    | Demi-finales                    |  |  | Finale                             | Finale                             | Finale                             | Finale                             |
|  |                                    |                                |                                    |                                |         |         |                                 |                                 |                                 |                                 |  |  |                                    |                                    |                                    |                                    |
|  | 7 juin, Thomond Park, Limerick     | 7 juin, Thomond Park, Limerick | 7 juin, Thomond Park, Limerick     | 7 juin, Thomond Park, Limerick |         |         | 15 juin, Thomond Park, Limerick | 15 juin, Thomond Park, Limerick | 15 juin, Thomond Park, Limerick | 15 juin, Thomond Park, Limerick |  |  | 22 juin, Loftus Versfeld, Pretoria | 22 juin, Loftus Versfeld, Pretoria | 22 juin, Loftus Versfeld, Pretoria | 22 juin, Loftus Versfeld, Pretoria |
|  | 7 juin, Thomond Park, Limerick     | 7 juin, Thomond Park, Limerick | 7 juin, Thomond Park, Limerick     | 7 juin, Thomond Park, Limerick |         |         | 15 juin, Thomond Park, Limerick | 15 juin, Thomond Park, Limerick | 15 juin, Thomond Park, Limerick | 15 juin, Thomond Park, Limerick |  |  | 22 juin, Loftus Versfeld, Pretoria | 22 juin, Loftus Versfeld, Pretoria | 22 juin, Loftus Versfeld, Pretoria | 22 juin, Loftus Versfeld, Pretoria |
|  | 1                                  | Munster                        | 23                                 | 23                             |         |         | 15 juin, Thomond Park, Limerick | 15 juin, Thomond Park, Limerick | 15 juin, Thomond Park, Limerick | 15 juin, Thomond Park, Limerick |  |  | 22 juin, Loftus Versfeld, Pretoria | 22 juin, Loftus Versfeld, Pretoria | 22 juin, Loftus Versfeld, Pretoria | 22 juin, Loftus Versfeld, Pretoria |
|  | 1                                  | Munster                        | 23                                 | 23                             |         |         | 15 juin, Thomond Park, Limerick | 15 juin, Thomond Park, Limerick | 15 juin, Thomond Park, Limerick | 15 juin, Thomond Park, Limerick |  |  | 22 juin, Loftus Versfeld, Pretoria | 22 juin, Loftus Versfeld, Pretoria | 22 juin, Loftus Versfeld, Pretoria | 22 juin, Loftus Versfeld, Pretoria |
|  | 8                                  | Ospreys                        | 7                                  | 7                              |         |         | 15 juin, Thomond Park, Limerick | 15 juin, Thomond Park, Limerick | 15 juin, Thomond Park, Limerick | 15 juin, Thomond Park, Limerick |  |  | 22 juin, Loftus Versfeld, Pretoria | 22 juin, Loftus Versfeld, Pretoria | 22 juin, Loftus Versfeld, Pretoria | 22 juin, Loftus Versfeld, Pretoria |
|  | 8                                  | Ospreys                        | 7                                  | 7                              | Munster | Munster | 10                              | 10                              |                                 |                                 |  |  | 22 juin, Loftus Versfeld, Pretoria | 22 juin, Loftus Versfeld, Pretoria | 22 juin, Loftus Versfeld, Pretoria | 22 juin, Loftus Versfeld, Pretoria |
|  | 8 juin, Scotstoun Stadium, Glasgow |                                |                                    |                                | Munster | Munster | 10                              | 10                              |                                 |                                 |  |  | 22 juin, Loftus Versfeld, Pretoria | 22 juin, Loftus Versfeld, Pretoria | 22 juin, Loftus Versfeld, Pretoria | 22 juin, Loftus Versfeld, Pretoria |
|  |                                    |                                | Glasgow Warriors                   | Glasgow Warriors               | 17      | 17      |                                 |                                 |                                 |                                 |  |  | 22 juin, Loftus Versfeld, Pretoria | 22 juin, Loftus Versfeld, Pretoria | 22 juin, Loftus Versfeld, Pretoria | 22 juin, Loftus Versfeld, Pretoria |
|  | 4                                  | Glasgow Warriors               | Glasgow Warriors                   | Glasgow Warriors               | 17      | 17      | 27                              | 27                              |                                 |                                 |  |  | 22 juin, Loftus Versfeld, Pretoria | 22 juin, Loftus Versfeld, Pretoria | 22 juin, Loftus Versfeld, Pretoria | 22 juin, Loftus Versfeld, Pretoria |
|  | 4                                  | Glasgow Warriors               | 15 juin, Loftus Versfeld, Pretoria |                                |         |         | 27                              | 27                              |                                 |                                 |  |  | 22 juin, Loftus Versfeld, Pretoria | 22 juin, Loftus Versfeld, Pretoria | 22 juin, Loftus Versfeld, Pretoria | 22 juin, Loftus Versfeld, Pretoria |
|  | 5                                  | Stormers                       | 10                                 | 10                             |         |         |                                 |                                 |                                 |                                 |  |  | 22 juin, Loftus Versfeld, Pretoria | 22 juin, Loftus Versfeld, Pretoria | 22 juin, Loftus Versfeld, Pretoria | 22 juin, Loftus Versfeld, Pretoria |
|  | 5                                  | Stormers                       | 10                                 | 10                             | Bulls   | Bulls   | 16                              | 16                              |                                 |                                 |  |  |                                    |                                    |                                    |                                    |
|  | 8 juin, Loftus Versfeld, Pretoria  |                                |                                    |                                | Bulls   | Bulls   | 16                              | 16                              |                                 |                                 |  |  |                                    |                                    |                                    |                                    |
|  |                                    |                                | Glasgow Warriors                   | Glasgow Warriors               | 21      | 21      |                                 |                                 |                                 |                                 |  |  |                                    |                                    |                                    |                                    |
|  | 2                                  | Bulls                          | Glasgow Warriors                   | Glasgow Warriors               | 21      | 21      | 30                              | 30                              |                                 |                                 |  |  |                                    |                                    |                                    |                                    |
|  | 2                                  | Bulls                          |                                    |                                |         |         |                                 |                                 |                                 |                                 |  |  |                                    |                                    |                                    |                                    |
|  | 7                                  | Benetton Trévise               | 27                                 | 27                             |         |         |                                 |                                 |                                 |                                 |  |  |                                    |                                    |                                    |                                    |
|  | 7                                  | Benetton Trévise               | 27                                 | 27                             | Bulls   | Bulls   | 25                              | 25                              |                                 |                                 |  |  |                                    |                                    |                                    |                                    |
|  | 8 juin, Aviva Stadium, Dublin      |                                |                                    |                                | Bulls   | Bulls   | 25                              | 25                              |                                 |                                 |  |  |                                    |                                    |                                    |                                    |
|  |                                    |                                | Leinster                           | Leinster                       | 20      | 20      |                                 |                                 |                                 |                                 |  |  |                                    |                                    |                                    |                                    |
|  | 3                                  | Leinster                       | Leinster                           | Leinster                       | 20      | 20      | 43                              | 43                              |                                 |                                 |  |  |                                    |                                    |                                    |                                    |
|  | 3                                  | Leinster                       |                                    |                                |         |         |                                 | 43                              |                                 |                                 |  |  |                                    |                                    |                                    |                                    |
|  | 6                                  | Ulster                         | 20                                 | 20                             |         |         |                                 |                                 |                                 |                                 |  |  |                                    |                                    |                                    |                                    |
|  | 6                                  | Ulster                         | 20                                 | 20                             |         |         |                                 |                                 |                                 |                                 |  |  |                                    |                                    |                                    |                                    |
|  |                                    |                                |                                    |                                |         |         |                                 |                                 |                                 |                                 |  |  |                                    |                                    |                                    |                                    |

#### Quarts de finale
| 7 juin 2024 20 h 35 CEST | Munster | 23 - 7 (17 - 7) | Ospreys                                                             | Thomond Park, Limerick 14 072 spectateurs Arbitre : Hollie Davidson |
| 7 juin 2024 20 h 35 CEST | Essai(s) : 2 Zebo (1re), Scannell (17e) Transformation(s) : 2 Crowley (2e, 18e) Pénalité(s) : 3 Crowley (27e, 58e, 61e) | Rapport         | Essai(s) : 1 Giles (en) (4e) Transformation(s) : 1 O. Williams (5e) | Thomond Park, Limerick 14 072 spectateurs Arbitre : Hollie Davidson |
| 7 juin 2024 20 h 35 CEST | | Rapport         |                                                                     | Thomond Park, Limerick 14 072 spectateurs Arbitre : Hollie Davidson |

| 8 juin 2024 15 h 30 CEST | Bulls | 30 - 23 (17 - 8) | Benetton Trévise | Loftus Versfeld Stadium, Pretoria 19 243 spectateurs Arbitre : Mike Adamson (en) |
| 8 juin 2024 15 h 30 CEST | Essai(s) : 3 Arendse (1re, 20e), Kriel (61e) Transformation(s) : 3 Goosen (1re, 21e, 62e) Pénalité(s) : 3 Goosen (35e, 50e, 74e) | Rapport          | Essai(s) : 3 Ratave (en) (31e), Albornoz (57e), Fekitoa (66e) Transformation(s) : 1 Smith (en) (59e) Pénalité(s) : 2 Smith (10e, 41e) | Loftus Versfeld Stadium, Pretoria 19 243 spectateurs Arbitre : Mike Adamson (en) |
| 8 juin 2024 15 h 30 CEST | | Rapport          | | Loftus Versfeld Stadium, Pretoria 19 243 spectateurs Arbitre : Mike Adamson (en) |

| 8 juin 2024 18 h CEST | Leinster | 43 - 20 (17 - 0) | Ulster | Aviva Stadium, Dublin 18 174 spectateurs Arbitre : Andrew Brace |
| 8 juin 2024 18 h CEST | Essai(s) : 6 Henshaw (20e), Lowe (33e, 45e), Larmour (62e), van der Flier (67e), Molony (75e) Transformation(s) : 5 Byrne (21e, 34e, 63e, 68e), Prendergast (76e) Pénalité(s) : 1 Byrne (30e) | Rapport          | Essai(s) : 3 McCann (en) (49e), Moore (en) (64e), Lowry (79e) Transformation(s) : 1 Cooney (65e) Pénalité(s) : 1 Cooney (42e) | Aviva Stadium, Dublin 18 174 spectateurs Arbitre : Andrew Brace |
| 8 juin 2024 18 h CEST | | Rapport          | | Aviva Stadium, Dublin 18 174 spectateurs Arbitre : Andrew Brace |

| 8 juin 2024 20 h 35 CEST | Glasgow Warriors | 27 - 10 (6 - 0) | Stormers                                                                              | Scotstoun Stadium, Glasgow 5 879 spectateurs Arbitre : Chris Busby (en) |
| 8 juin 2024 20 h 35 CEST | Essai(s) : 3 Cancelliere (61e), Venter (74e), Thompson (80e) Transformation(s) : 3 Horne (62e, 75e, 80e) Pénalité(s) : 2 Horne (19e, 29e) | Rapport         | Essai(s) : 2 Loader (en) (58e), de Wet (en) (65e) Carton(s) rouge(s) : 1 Moerat (53e) | Scotstoun Stadium, Glasgow 5 879 spectateurs Arbitre : Chris Busby (en) |
| 8 juin 2024 20 h 35 CEST | | Rapport         |                                                                                       | Scotstoun Stadium, Glasgow 5 879 spectateurs Arbitre : Chris Busby (en) |

#### Demi-finales
| 15 juin 2024 16 h CEST | Bulls | 25 - 20 (7 - 10) | Leinster | Loftus Versfeld Stadium, Pretoria 31 578 spectateurs Arbitre : Sam Grove-White (en) |
| 15 juin 2024 16 h CEST | Essai(s) : 3 Goosen (29e), Petersen (41e, 66e) Transformation(s) : 2 Goosen (31e, 42e) Pénalité(s) : 2 Goosen (41e, 66e) Carton(s) jaune(s) : 1 Petersen (22e) | Rapport          | Essai(s) : 2 Lowe (23e), Doris (50e) Transformation(s) : 2 Byrne (24e, 50e) Pénalité(s) : 2 Byrne (58e, 64e) | Loftus Versfeld Stadium, Pretoria 31 578 spectateurs Arbitre : Sam Grove-White (en) |
| 15 juin 2024 16 h CEST | | Rapport          | | Loftus Versfeld Stadium, Pretoria 31 578 spectateurs Arbitre : Sam Grove-White (en) |

| 15 juin 2024 19 h CEST | Munster | 10 - 17 (3 - 7) | Glasgow Warriors | Thomond Park, Limerick 20 052 spectateurs Arbitre : Andrea Piardi |
| 15 juin 2024 19 h CEST | Essai(s) : 1 Frisch (55e) Transformation(s) : 1 Crowley (56e) Pénalité(s) : 1 Crowley (11e) Carton(s) rouge(s) : 1 Nankivell (en) (73e) | Rapport         | Essai(s) : 2 Steyn (23e), Cancelliere (50e) Transformation(s) : 2 Horne (24e, 51e) Pénalité(s) : 1 Horne (74e) Carton(s) jaune(s) : 2 Gray (11e), M. Fagerson (41e) | Thomond Park, Limerick 20 052 spectateurs Arbitre : Andrea Piardi |
| 15 juin 2024 19 h CEST | | Rapport         | | Thomond Park, Limerick 20 052 spectateurs Arbitre : Andrea Piardi |

#### Finale
| 22 juin 2024 18 h CEST | Bulls                                                                                                   | 16 - 21 (13 - 7) | Glasgow Warriors | Loftus Versfeld Stadium, Pretoria 50 388 spectateurs Arbitre : Andrea Piardi |
| 22 juin 2024 18 h CEST | Essai(s) : 1 van Staden (24e) Transformation(s) : 1 Goosen (25e) Pénalité(s) : 3 Goosen (1re, 14e, 51e) | Rapport          | Essai(s) : 3 Cummings (40e), Turner (53e), Jones (62e) Transformation(s) : 3 Horne (40e+2, 54e, 64e) Carton(s) jaune(s) : 1 Jordan (77e) | Loftus Versfeld Stadium, Pretoria 50 388 spectateurs Arbitre : Andrea Piardi |
| 22 juin 2024 18 h CEST | | Rapport          | | Loftus Versfeld Stadium, Pretoria 50 388 spectateurs Arbitre : Andrea Piardi |

| Bulls · Titulaires · 15 Devon Williams (en) · 14 Sergeal Petersen · 13 David Kriel · 12 Harold Vorster (en) · 11 Kurt-Lee Arendse · 10 Johan Goosen · 90 Embrose Papier · 80 Cameron Hanekom · 70 Elrigh Louw · 60 Marco van Staden 24e · 50 Ruan Nortjé · 40 Ruan Vermaak · 30 Wilco Louw · 20 Johan Grobbelaar · 10 Gerhard Steenekamp · Remplaçants · 16 Akker van der Merwe · 17 Simphiwe Matanzima (en) · 18 Francois Klopper (en) · 19 Reinhardt Ludwig (en) · 20 Nizaam Carr · 21 Zak Burger (en) · 22 Chris Smith (en) · 23 Cornel Smit (en) · Entraîneur · Jake White |  | Glasgow Warriors · Titulaires · Josh McKay 15 · Sebastián Cancelliere 14 · 62e Huw Jones 13 · Sione Tuipulotu 12 · Kyle Steyn 11 · 77e à 80e Tom Jordan 10 · George Horne 09 · Jack Dempsey 08 · Rory Darge 07 · Matt Fagerson 06 · Richie Gray 05 · 40e Scott Cummings 04 · Zander Fagerson 03 · Johnny Matthews 02 · Jamie Bhatti 01 · Remplaçants · 53e George Turner 16 · Nathan McBeth 17 · Oli Kebble 18 · Gregor Brown 19 · Euan Ferrie 20 · Henco Venter 21 · Jamie Dobie 22 · Duncan Weir 23 · Entraîneur · Franco Smith |

## Statistiques

### Meilleurs réalisateurs
Le demi d'ouverture d'Édimbourg Rugby, Ben Healy, termine meilleur réalisateur de la saison avec ses 175 points inscrits. Ils sont composés de trente-cinq transformations, trente-quatre pénalités et d'un drop.
| Rang | Joueur         | Club             | Poste                           | Points | Essais | Transf. | Pén. | Drop |
| ---- | -------------- | ---------------- | ------------------------------- | ------ | ------ | ------- | ---- | ---- |
| 1    | Ben Healy      | Édimbourg Rugby  | Demi d'ouverture                | 175    | -      | 35      | 34   | 1    |
| 2    | Johan Goosen   | Bulls            | Demi d'ouverture                | 167    | 1      | 45      | 24   | -    |
| 3    | Tinus de Beer  | Cardiff Rugby    | Demi d'ouverture                | 118    | -      | 29      | 20   | -    |
| 4    | Sanele Nohamba | Lions            | Demi d'ouverture, demi de mêlée | 117    | 2      | 31      | 14   | 1    |
| 6    | Jack Crowley   | Munster          | Demi d'ouverture                | 115    | 2      | 27      | 17   | -    |
| -    | Jacob Umaga    | Benetton Trévise | Demi d'ouverture, arrière       | 115    | 3      | 17      | 22   | -    |
| 7    | JJ Hanrahan    | Connacht         | Demi d'ouverture                | 111    | 2      | 25      | 17   | -    |
| -    | Manie Libbok   | Stormers         | Demi d'ouverture                | 111    | -      | 27      | 19   | -    |
| 9    | John Cooney    | Ulster           | Demi de mêlée                   | 111    | 1      | 32      | 14   | -    |
| 10   | George Horne   | Glasgow Warriors | Demi de mêlée                   | 89     | 4      | 27      | 5    | -    |

### Meilleurs marqueurs
Le talonneur des Glasgow Warriors, Johnny Matthews, termine meilleur marqueur de la saison avec quatorze essais inscrits.
| Rang | Joueur               | Club             | Poste                  | Essais |
| ---- | -------------------- | ---------------- | ---------------------- | ------ |
| 1    | Johnny Matthews      | Glasgow Warriors | Talonneur              | 14     |
| 2    | Akker van der Merwe  | Bulls            | Talonneur              | 12     |
| 3    | David Kriel          | Bulls            | Centre                 | 11     |
| 4    | Kurt-Lee Arendse     | Bulls            | Ailier                 | 10     |
| 5    | Werner Kok           | Sharks           | Ailier                 | 9      |
| -    | Canan Moodie         | Bulls            | Ailier, centre         | 9      |
| -    | Kyle Rowe            | Glasgow Warriors | Ailier, arrière        | 9      |
| -    | Jacob Stockdale      | Ulster           | Ailier                 | 9      |
| 9    | Mason Grady          | Cardiff Rugby    | Ailier, centre         | 8      |
| -    | Johan Grobbelaar     | Bulls            | Talonneur              | 8      |
| -    | Francke Horn (en)    | Lions            | Troisième ligne centre | 8      |
| -    | Evan Roos            | Stormers         | Troisième ligne centre | 8      |
| -    | Tom Stewart          | Ulster           | Talonneur              | 8      |
| -    | Keiran Williams (en) | Ospreys          | Centre                 | 8      |

## Récompenses

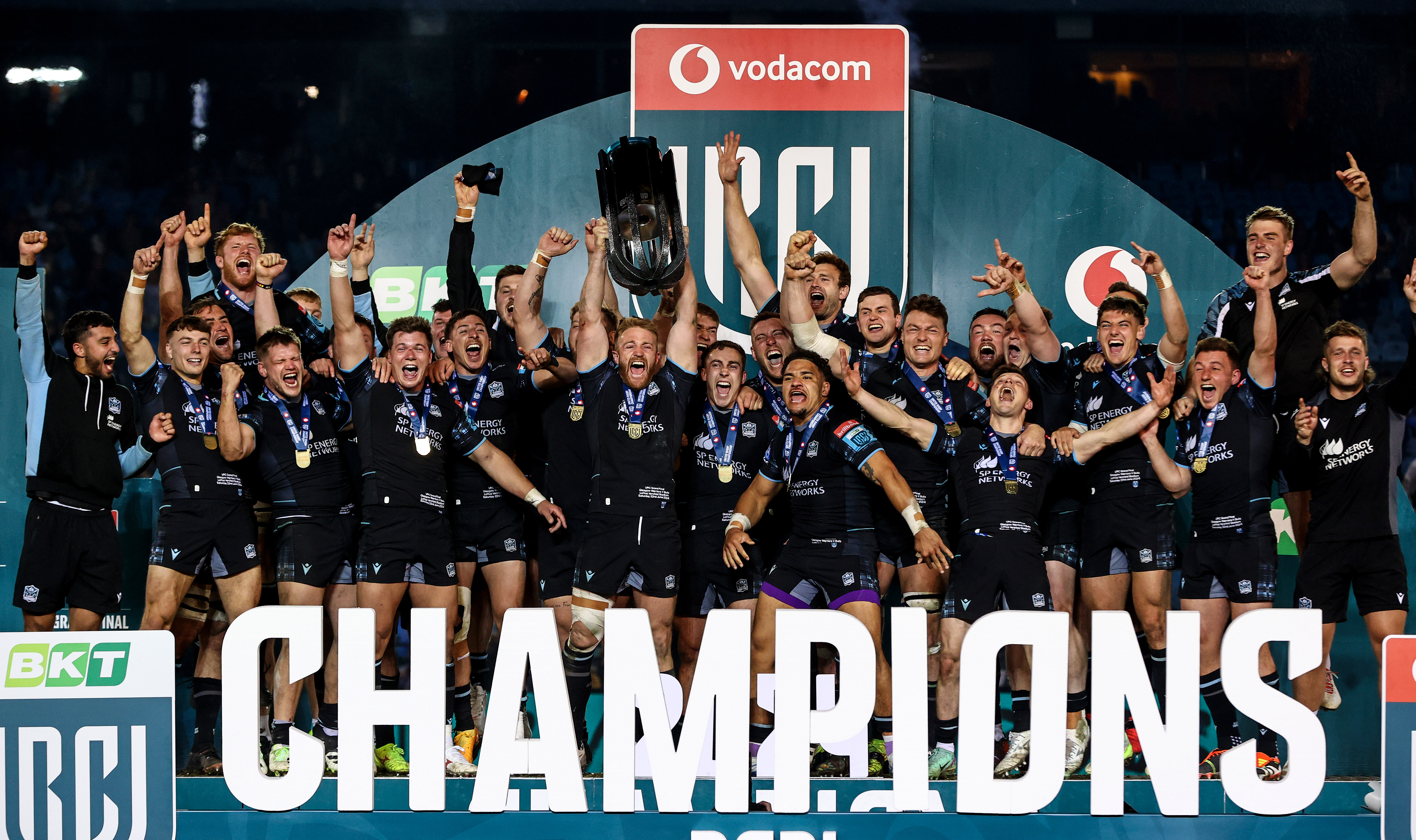
Les joueurs des Glasgow Warriors célèbrent leur victoire en finale de la compétition.

Une nouvelle fois, les organisateurs de l'URC mettent en place des récompenses pour honorer les personnalités de la saison. Le jeune demi d'ouverture du Munster, Jack Crowley, reçoit le prix du jeune joueur de la saison.
Le talonneur des Glasgow Warriors, Johnny Matthews, reçoit le prix du meilleur marqueur de la saison avec quatorze essais marqués.
Alessandro Izekor, troisième ligne aile du Benetton Trévise, remporte le prix de la "Tackle machine" (machine à plaquage) récompensant le joueur ayant le meilleur pourcentage de plaquages réussis, pour les joueurs ayant réalisés au moins 150 plaquages, il termine premier avec 98 % de réussite et 188 plaquages.  
Le prix du "Turnover King", roi du turnover, est remporté par Jamie Ritchie, troisième ligne aile d'Édimbourg Rugby, qui a réalisé le plus de turnovers, c'est-à-dire le joueur ayant récupéré le plus de possession pour son équipe, durant la saison avec 22 unités. 
L'ailier du Munster, Shane Daly (en), remporte le prix de l'Iron Man, récompensant le joueur ayant disputé le plus de minutes avec un total de 1430 minutes durant la saison, il commence notamment les dix-huit matchs de la saison régulière en tant que titulaire. 
Chris Smith (en) remporte la récompense du Golden Boot pour avoir eu la meilleure réussite au pied avec 90 % de précision. 
Le demi d'ouverture ou demi de mêlée des Lions, Sanele Nohamba, remporte le prix du meilleur joueur de la saison Vodacom des franchises sud-africaines élu par les médias sud-africains, les quatre entraîneurs des franchises sud-africaines, ainsi que le sélectionneur de l'Afrique du Sud Johan Erasmus. 
L'entraîneur du Munster, Graham Rowntree, est élu "Entraîneur de la saison", par les quinze autres entraîneurs du championnat, après avoir mené son équipe à la place de leader de la phase régulière et jusqu'en demi-finale d'URC.
Finalement, Jack Crowley remporte également le prix du meilleur joueur de la saison, élu par les capitaines et vice-capitaines de la compétition. 
Mais aussi, une équipe type de la saison est mise en place pour récompenser les meilleurs joueurs sur les quinze positions de jeu, elle est présentée ci-dessous dans le tableau.
| Distinction                                             | Lauréat           | Club             |
| ------------------------------------------------------- | ----------------- | ---------------- |
| Vodacom Joueur de la saison (franchises sud-africaines) | Sanele Nohamba    | Lions            |
| Joueur de la saison                                     | Jack Crowley      | Munster          |
| Entraîneur de la saison                                 | Graham Rowntree   | Munster          |
| Jeune joueur de la saison                               | Jack Crowley      | Munster          |
| Meilleur marqueur                                       | Johnny Matthews   | Glasgow Warriors |
| Golden Boot                                             | Chris Smith (en)  | Bulls            |
| Tackle Machine                                          | Alessandro Izekor | Benetton Trévise |
| Turnover King                                           | Jamie Ritchie     | Édimbourg Rugby  |
| Iron Man                                                | Shane Daly (en)   | Munster          |

| Poste                  | Joueurs                 | Joueurs                 | Joueurs                 | Joueurs                  | Joueurs                  | Joueurs                  |
| ---------------------- | ----------------------- | ----------------------- | ----------------------- | ------------------------ | ------------------------ | ------------------------ |
| Arrière                | [15] Warrick Gelant     | [15] Warrick Gelant     | [15] Warrick Gelant     | [15] Warrick Gelant      | [15] Warrick Gelant      | [15] Warrick Gelant      |
| Trois quarts ailes     | [14] Jordan Larmour     | [14] Jordan Larmour     | [14] Jordan Larmour     | [11] Kurt-Lee Arendse    | [11] Kurt-Lee Arendse    | [11] Kurt-Lee Arendse    |
| Trois quarts centres   | [13] Sione Tuipulotu    | [13] Sione Tuipulotu    | [13] Sione Tuipulotu    | [12] Alex Nankivell (en) | [12] Alex Nankivell (en) | [12] Alex Nankivell (en) |
| Charnière              | [10] Jack Crowley       | [10] Jack Crowley       | [10] Jack Crowley       | [9] John Cooney          | [9] John Cooney          | [9] John Cooney          |
| Troisième ligne centre | [8] Cameron Hanekom     | [8] Cameron Hanekom     | [8] Cameron Hanekom     | [8] Cameron Hanekom      | [8] Cameron Hanekom      | [8] Cameron Hanekom      |
| Troisième ligne aile   | [7] Elrigh Louw         | [7] Elrigh Louw         | [7] Elrigh Louw         | [6] Jamie Ritchie        | [6] Jamie Ritchie        | [6] Jamie Ritchie        |
| Deuxième ligne         | [5] Ruan Nortjé         | [5] Ruan Nortjé         | [5] Ruan Nortjé         | [4] Tadhg Beirne         | [4] Tadhg Beirne         | [4] Tadhg Beirne         |
| Piliers                | [3] Wilco Louw          | [3] Wilco Louw          | [3] Wilco Louw          | [1] Ox Nché              | [1] Ox Nché              | [1] Ox Nché              |
| Talonneur              | [2] Akker van der Merwe | [2] Akker van der Merwe | [2] Akker van der Merwe | [2] Akker van der Merwe  | [2] Akker van der Merwe  | [2] Akker van der Merwe  |

## Bilan de la saison
Les Glasgow Warriors remporte la compétition pour la deuxième fois de leur histoire, après 2015 quand la compétition s'appelait alors Pro12, en s'imposant en finale, à l'extérieur au Loftus Versfeld Stadium, contre les Bulls sur le score de 21 à 16,.